# 옌허 조선족 향
옌허 조선족 향(중국어: 延和朝鲜族乡, 중국조선어: 연화조선족향)은 중화인민공화국 지린성 창춘시 위수시 관할의 민족향으로 창춘시 유일의 조선족 향이다.